# 夏吉ゆうこ
夏吉 ゆうこ（なつよし ゆうこ、5月1日 - ）は、日本の女性声優、歌手。大阪府出身。賢プロダクション所属。

## 略歴
「2016声優アーティスト育成プログラム・セレクション」に合格。スクールデュオ卒業後、2018年4月より賢プロダクション所属となる。
声優になったきっかけとなるオーディションを受けた際、「とりあえず合格しないと始まらない」という思いから、その先の事を考えず応募した上で、合格後に上京するための費用および両親との説明にあたふたしたという。
2018年に『ぐらんぶる』で声優デビュー。その後、『SHOW BY ROCK!!』のマシマヒメコ役が初めてオーディションに合格した作品となった。
2022年8月、コンポーザー兼ギタリストの大和と共にボーカリストとして音楽ユニット「Arika」を結成。Digital Single「暁光」では作詞も担当した。

## 人物
特技は声楽、料理（予定）、イラスト、関西弁。趣味は晩酌、お散歩、射撃。
幼少期に見ていた『美少女戦士セーラームーン』では変身シーンが大好きだったことから、その部分を繰り返し観ていたという。大人になってから同作品を観た時は悪役キャラもすごく魅力的だったと語っている。その他の好きな作品として『モノノ怪』と『昭和元禄落語心中』をそれぞれ挙げている。
高校時代は軽音楽部に所属していた。
愛称について、「おなつ」は遠野ひかるがつけたものであり、「なっちゃん」は賢プロダクション所属の先輩である逢田梨香子がつけたものだという。

## 出演
太字はメインキャラクター。

### テレビアニメ
2018年
- ぐらんぶる（ティンカーベル部員C）

2019年
- からくりサーカス（ロケットアナウンス、アルファー）
- ファンタシースターオンライン2 エピソード・オラクル（2019年 - 2020年、オペレーター）
- 僕のヒーローアカデミア（女性市民、女子生徒）

2020年
- ちはやふる3（記録係、女子、富士崎女子生徒）
- SHOW BY ROCK!! ましゅまいれっしゅ!! / STARS!!（2020年 - 2021年、マシマヒメコ） - 2シリーズ
- ポケットモンスター（2020年 - 2023年、コハルの担任、男児、女性） - 2シリーズ
- ギャルと恐竜（山田）
- もっと!まじめにふまじめ かいけつゾロリ（スタッフ、女房、ポリリン）
- 異常生物見聞録（ヴィヴィアン）
- 魔王学院の不適合者〜史上最強の魔王の始祖、転生して子孫たちの学校へ通う〜（2020年 - 2024年、サーシャ・ネクロン / アイシャ〈ミーシャ＋サーシャ〉、リニヨン） - 3シリーズ
- アサルトリリィ BOUQUET（白井夢結）
- ひぐらしのなく頃に業（ウエイトレス）
- カードファイト!! ヴァンガード外伝 イフ-if-（スタッフA）

2021年
- スライム倒して300年、知らないうちにレベルMAXになってました（僧侶）
- 不滅のあなたへ（2021年 - 2022年、村の女、侍女、チャンの弟、ミァ、ミール） - 2シリーズ
- シャドーハウス
- 月が導く異世界道中（受付）
- 見える子ちゃん（女友達A）
- ビルディバイド（2021年 - 2022年、巳春ぺあ） - 2シリーズ
- サクガン（シビト女）

2022年
- 賢者の弟子を名乗る賢者（エメラ）
- くノ一ツバキの胸の内（ツバキ）
- 舞妓さんちのまかないさん（舞妓、女子学生）
- このヒーラー、めんどくさい（メデューサ）
- シャインポスト（聖舞理王）

2023年
- 遊☆戯☆王ゴーラッシュ!!（2023年 - 2025年、ディノワ）
- ウマ娘 プリティーダービー Season 3（シュヴァルグラン）
- 新しい上司はど天然（住田）

2024年
- め組の大吾 救国のオレンジ（平光梢）
- Unnamed Memory（2024年 - 2025年、シルヴィア） - 2シリーズ
- モブから始まる探索英雄譚（藻武、光梨の母親）
- なぜ僕の世界を誰も覚えていないのか?（ラスタライザA）
- 来世は他人がいい（女子高生たち、彩乃、愛人、女子高生）
- BEYBLADE X（2024年 - 2025年、白星テンカ）
- 青のミブロ（2024年 - 2025年、ちりぬいろは）

2025年
- 俺だけレベルアップな件 Season 2 -Arise from the Shadow-（マリー）
- プリンセッション・オーケストラ（姫崎みらい）
- 9-nine- Ruler’s Crown（ヒロイン〈メビウスリング〉）
- New PANTY & STOCKING with GARTERBELT（ファスナー、ラブジー、アナウンサー、子亀）
- うたごえはミルフィーユ（繭森結）
- クレヨンしんちゃん（監視員のお姉さん）
- 笑顔のたえない職場です。（双見奈々）
- 信じていた仲間達にダンジョン奥地で殺されかけたがギフト『無限ガチャ』でレベル9999の仲間達を手に入れて元パーティーメンバーと世界に復讐&『ざまぁ!』します!（ネムム）

### 劇場アニメ
- ぼくらの7日間戦争（2019年、ユキ）

### Webアニメ
- アサルトリリィ ふるーつ（2021年、白井夢結[34]）
- コタローは1人暮らし（2022年、女、コンビニ店員、男児）
- 先生、今週もお疲れさま、です（2024年、杏山カズサ）

### ゲーム
2018年
- プリンセスコネクト!Re:Dive

2019年
- エンゲージプリンセス〜眠れる姫君と夢の魔法使い〜（イザベル）
- ポケモンマスターズ / EX（2019年 - 2022年、アカネ）
- 東方キャノンボール（村紗水蜜）
- まちむす 地球防衛ライブ（ニューヨーク）
- ゼルダの伝説 夢をみる島（マリン）

2020年
- ラストピリオド -終わりなき螺旋の物語-（フラウ）
- マギアレコード 魔法少女まどか☆マギカ外伝（枇々木めぐる）
- SHOW BY ROCK!! Fes A Live（マシマヒメコ）
- ファイナルファンタジーVII リメイク
- ブラウンダスト（ララポーサ）
- 三國志 覇道（王小鈴）
- サクラ革命 〜華咲く乙女たち〜（神子浜あせび）

2021年
- アサルトリリィ Last Bullet（2021年 - 2022年、白井夢結）
- シンスメモリーズ 星天の下で（水元みそら）
- ラグナドール 妖しき皇帝と終焉の夜叉姫（鎌鼬）
- フィギュアストーリー（ディア）

2022年
- とある魔術の禁書目録 幻想収束（扶桑彩愛）
- ブルーアーカイブ -Blue Archive-（2022年 - 2024年、杏山カズサ）
- ドルフィンウェーブ（2022年 - 2024年、相馬颯）
- 城とドラゴン（クラーケンガール）

2023年
- ウマ娘 プリティーダービー（2023年 - 2024年、シュヴァルグラン）
- タワーオブスカイ（リィン）
- 超次元ゲイム ネプテューヌ GameMaker R:Evolution（ピピ）

2024年
- グランブルーファンタジー（サブリナ）
- ユニコーンオーバーロード（リーザ）
- 九魂の久遠（ツクモ）
- 聖剣伝説 VISIONS of MANA（カリナ）
- ウマ娘 プリティーダービー 熱血ハチャメチャ大感謝祭!（シュヴァルグラン）
- カルドアンシェル（ツクモ）
- 白猫プロジェクト（ベガ）

2025年
- 幻想牢獄のカレイドスコープ2（渦花黒祢）
- シャインポスト Be Your アイドル!（聖舞理王、洲崎翠）
- KANADE（カナデ）
- トライブナイン（彩葉ツキ）

### 吹き替え
- スタートアップ: 夢の扉（2021年、少女時代のインジェ[66]）
- バットウィール（2023年、バットガール）
- サンクスギビング（2024年、ギャビー〈アディソン・レイ〉[67]）

### ASMR
- 『アサルトリリィLast Bullet』ASMR 夢結様と一緒〜責任持って看病するわ〜（2022年、白井夢結）
- 絶対恋愛少女〜八雲藍と恋人になる程度の日々（2024年、八雲藍）
- 【ブルーアーカイブ】カズサASMR～ただあなたを癒したくて～ (2025年、杏山カズサ)
- ASMRくノ一の癒やし～主に寄り添うあまふわ朧月夜～（2025年、纏風花[68]）

### 朗読劇
- 「1000年女王 復活祭 朗読劇」（2019年、セレン[69]）
- PEADPIA「しろな：リスタート！」（2022年、西園寺しろな[70]）
- ソフトボイルド「人生一度だけの魔法」（2022年11月4日・6日、アリス〈Wキャスト〉）
- 「‐音読Stage- Story of Songs Track1 ORANGE RANGE」（2023年2月9日）

### 舞台
- アサルトリリィ League of Gardens（2020年、白井夢結[71][72]）
- アサルトリリィ The Fateful Gift（2020年、白井夢結[73]）
- アサルトリリィ Lost Memories（2022年、白井夢結[74]

### CM
- トヨタウエインズ（ナレーション）
- ステージ・バイ・ステージ（2021年、杏道リア[75]）

### PV
- 【電撃文庫朗読してみた】
  - ウザ絡みギャルの居候が俺の部屋から出ていかない。（2021年、朗読[76]）
  - バレットコード：ファイアウォール（2021年、朗読[77]）
  - つるぎのかなた（2021年、朗読[78]）
  - Re:スタート! 転生新選組（2021年、朗読[79]）
- 勇者に全部奪われた俺は勇者の母親とパーティを組みました! 2. PV（2023年、ハルカ[80]）
- 蒼剣の歪み絶ち PV（2024年、藤中日継[81]）
- 堕天使陛下の仰せのままに PV（2024年、エリ[82][83]）

### ラジオ
※はインターネット配信。
- 魔王学院の不適合者 〜史上最強の魔王の始祖、転生して子孫たちのラジオに出る〜（2020年 - 2021年、音泉※）[84]
- SHOW BY ROCK!! STARS!! ましゅラジ♪（2021年、音泉※）
- まいことゆうこの ラジオK-production！（2021年、音泉※）[85]
- 男子禁制!?くノ一ラジオの胸の内（2022年 - 、音泉※）[86]
- 吉田麻也のチャレンジ＆カバー（2022年 - 2023年、JFN38局ネット・AuDee配信※）[87]
- 夏吉ゆうこ つよし！！！！！！！！！（2023年、超!A&G+※）[88]
- 吉田麻也の切り替えて行こう！（2024年 - 、TOKYO FM）

### ラジオCD
- DJCD「魔王学院の不適合者 〜史上最強の魔王の始祖、転生して子孫たちのラジオに出る〜」（2021年）

### テレビ番組
※はインターネット配信。
- となりの研究生マシマヒメコ（2018年 - 、SHOWROOM※・YouTube※）マシマヒメコ 役
- ちさこ、おなつのいい人では終わらさへんで!（2020年 - 、ニコニコ生放送※）[89]
- アサルトリリィ放送局（木）〜夏吉&岩田のラムネで乾杯〜（2020年 - 、YouTube※）
- FAN!FAM!!FUN!!!（2021年2月21日、ニコニコ生放送※）[90][91]
- 遠野と夏吉のいぶりがっ娘 お酒はハタチになってから。（2021年 - 、OPENREC.tv※・YouTube※）[92]
- 全国ハモネプ大リーグ 2024 全国大会(生放送)[93]（2024年3月2日、フジテレビ）

### その他コンテンツ
- LINEスタンプ『SHOW BY ROCK!!』（2020年、マシマヒメコ）
- うたごえはミルフィーユ（2022年 - 2024年、繭森結[4]）
- ボイスコミック『お疲れお兄さんは手芸沼につかりたい』（2022年、さよこ[94]）
- ボイスドラマ『幕末動乱美少女伝』（2024年、野津鎮雄、本多忠紀）
- ボイスドラマ『戦国繚乱美少女伝』（2025年、山県昌景）

## 書籍

### 写真集
- 悠々吉日（2025年4月1日、発行：東京ニュース通信社、発売：講談社、撮影：藤本和典）ISBN 978-4065398098[95][96]

## ディスコグラフィ

### キャラクターソング
| 発売日         | 商品名                                                                                            | 歌 | 楽曲 | 備考                                                                                           |
| -------------- | ------------------------------------------------------------------------------------------------- | --- | --- | ---------------------------------------------------------------------------------------------- |
| 2019年12月28日 | Arco Color                                                                                        | マシマヒメコ（夏吉ゆうこ） | 「Arco Color」 | 『となりの研究生マシマヒメコ』関連曲                                                           |
| 2020年2月5日   | ヒロメネス/キミのラプソディー                                                                     | Mashumairesh! | 「ヒロメネス」 | テレビアニメ『SHOW BY ROCK!! ましゅまいれっしゅ!!』オープニングテーマ                          |
| 2020年2月5日   | ヒロメネス/キミのラプソディー                                                                     | Mashumairesh! | 「キミのラプソディー」 | テレビアニメ『SHOW BY ROCK!! ましゅまいれっしゅ!!』エンディングテーマ                          |
| 2020年2月5日   | ヒロメネス/キミのラプソディー                                                                     | Mashumairesh! | 「まっしろスタートライン」                                                                                                   | テレビアニメ『SHOW BY ROCK!! ましゅまいれっしゅ!!』関連曲                                      |
| 2020年2月19日  | ましゅましゅ!!がカラオケうたってみたCD                                                            | ほわん（遠野ひかる） / コーラス：マシマヒメコ（夏吉ゆうこ）、デルミン（和多田美咲）、ルフユ（山根綺） | 「放て！どどどーん！」 | テレビアニメ『SHOW BY ROCK!! ましゅまいれっしゅ!!』関連曲                                      |
| 2020年2月19日  | ましゅましゅ!!がカラオケうたってみたCD                                                            | マシマヒメコ（夏吉ゆうこ） | 「十六夜ゐ雪洞唄」 | テレビアニメ『SHOW BY ROCK!! ましゅまいれっしゅ!!』関連曲                                      |
| 2020年3月18日  | SHOW BY ROCK!! ましゅまいれっしゅ!! BD・DVD第1巻特典CD                                            | マシマヒメコ（夏吉ゆうこ） | 「Rainy Girl」 | テレビアニメ『SHOW BY ROCK!! ましゅまいれっしゅ!!』関連曲                                      |
| 2020年3月18日  | SHOW BY ROCK!! ましゅまいれっしゅ!! BD・DVD第1巻 きゃにめ特典CD                                   | マシマヒメコ（夏吉ゆうこ） | 「ヒロメネス」 「キミのラプソディー」 「まっしろスタートライン」                                                             | テレビアニメ『SHOW BY ROCK!! ましゅまいれっしゅ!!』関連曲                                      |
| 2020年3月18日  | ゼルダの伝説 夢をみる島 オリジナルサウンドトラック                                                | マリン（夏吉ゆうこ） | 「かぜのさかなのうた」 | ゲーム『ゼルダの伝説 夢をみる島』劇中歌                                                        |
| 2020年4月1日   | エールアンドレスポンス                                                                            | Mashumairesh! | 「エールアンドレスポンス」 「プラットホーム」                                                                                | テレビアニメ『SHOW BY ROCK!! ましゅまいれっしゅ!!』挿入歌                                      |
| 2020年4月5日   | 恐竜あげみざわ☆/Peaceful Days                                                                     | 恐竜フレンズ | 「恐竜あげみざわ☆」 | テレビアニメ『ギャルと恐竜』オープニングテーマ                                                 |
| 2020年7月15日  | SHOW BY ROCK!! ましゅまいれっしゅ!! BD・DVD第4巻&第5巻 きゃにめ特典CD                             | マシマヒメコ（夏吉ゆうこ） | 「エールアンドレスポンス」 「プラットホーム」                                                                                | テレビアニメ『SHOW BY ROCK!! ましゅまいれっしゅ!!』関連曲                                      |
| 2020年8月19日  | SHOW BY ROCK!! ましゅまいれっしゅ!! BD・DVD第6巻特典CD                                            | ほわん（遠野ひかる）、マシマヒメコ（夏吉ゆうこ） | 「てのひら」 | テレビアニメ『SHOW BY ROCK!! ましゅまいれっしゅ!!』関連曲                                      |
| 2020年10月22日 | SAKURA HIKARU Revolution                                                                          | 帝国華撃団 | 「SAKURA HIKARU Revolution」                                                                                                 | ゲーム『サクラ革命 〜華咲く乙女たち〜』主題歌                                                  |
| 2020年10月28日 | 魔王学院の不適合者〜史上最強の魔王の始祖、転生して子孫たちの学校へ通う〜 BD・DVD第2巻特典CD       | サーシャ（夏吉ゆうこ） | 「HEROIC GAZE」 | テレビアニメ『魔王学院の不適合者〜史上最強の魔王の始祖、転生して子孫たちの学校へ通う〜』関連曲 |
| 2021年1月20日  | ドレミファSTARS!!/星空ライトストーリー                                                            | プラズマジカ、Mashumairesh! | 「ドレミファSTARS!!」 | テレビアニメ『SHOW BY ROCK!! STARS!!』オープニングテーマ                                       |
| 2021年1月20日  | ドレミファSTARS!!/星空ライトストーリー                                                            | Mashumairesh! | 「星空ライトストーリー」 | テレビアニメ『SHOW BY ROCK!! STARS!!』エンディングテーマ                                       |
| 2021年1月20日  | ドレミファSTARS!!/星空ライトストーリー きゃにめ特典CD                                             | マシマヒメコ（夏吉ゆうこ） | 「星空ライトストーリー」 | テレビアニメ『SHOW BY ROCK!! STARS!!』関連曲                                                   |
| 2021年1月27日  | アサルトリリィ BOUQUET BD第1巻特典CD                                                              | 一柳隊 | 「Edel Lilie」 | テレビアニメ『アサルトリリィ BOUQUET』エンディングテーマ                                       |
| 2021年1月27日  | アサルトリリィ BOUQUET BD第1巻特典CD                                                              | 白井夢結（夏吉ゆうこ）、吉村・Thi・梅（岩田陽葵） | 「Rainbow」 | テレビアニメ『アサルトリリィ BOUQUET』関連曲                                                   |
| 2021年2月17日  | TVアニメ「SHOW BY ROCK!!STARS!!」挿入歌ミニアルバム Vol.1                                         | Mashumairesh! | 「スピードアップ」 | テレビアニメ『SHOW BY ROCK!! STARS!!』挿入歌                                                   |
| 2021年2月24日  | アサルトリリィ BOUQUET BD第2巻特典CD                                                              | 一柳梨璃（赤尾ひかる）、白井夢結（夏吉ゆうこ） | 「Heart+Heart」 | テレビアニメ『アサルトリリィ BOUQUET』エンディングテーマ                                       |
| 2021年3月17日  | TVアニメ「SHOW BY ROCK!!STARS!!」オリジナルサウンドトラック きゃにめ特典CD                        | マシマヒメコ（夏吉ゆうこ） | 「スピードアップ」 | テレビアニメ『SHOW BY ROCK!! STARS!!』関連曲                                                   |
| 2021年3月17日  | SHOW BY ROCK!! STARS!! BD第1巻特典CD                                                              | ほわん（遠野ひかる）、マシマヒメコ（夏吉ゆうこ）、ララリン（Lynn）、ロージア（日高里菜） | 「全力 I Love You!」 | テレビアニメ『SHOW BY ROCK!! STARS!!』関連曲                                                   |
| 2021年3月17日  | SHOW BY ROCK!! STARS!! BD第1巻 きゃにめ特典CD                                                     | Mashumairesh! | 「ドレミファSTARS!!」 | テレビアニメ『SHOW BY ROCK!! STARS!!』関連曲                                                   |
| 2021年3月24日  | アサルトリリィ BOUQUET BD第3巻特典CD                                                              | 一柳隊 | 「GROWING*」 | テレビアニメ『アサルトリリィ BOUQUET』エンディングテーマ                                       |
| 2021年3月25日  | アノカナタリウム（TV edit）                                                                       | SHOWBYROCK!!STARS! | 「アノカナタリウム（TV edit）」                                                                                              | テレビアニメ『SHOW BY ROCK!! STARS!!』挿入歌                                                   |
| 2021年4月7日   | TVアニメ「SHOW BY ROCK!!STARS!!」挿入歌ミニアルバム Vol.2                                         | プラズマジカ、Mashumairesh! | 「ランナーズハイ!!」 | テレビアニメ『SHOW BY ROCK!! STARS!!』挿入歌                                                   |
| 2021年4月7日   | TVアニメ「SHOW BY ROCK!!STARS!!」挿入歌ミニアルバム Vol.2                                         | Mashumairesh! | 「アノカナタリウム」 | テレビアニメ『SHOW BY ROCK!! STARS!!』挿入歌                                                   |
| 2021年4月7日   | TVアニメ「SHOW BY ROCK!!STARS!!」挿入歌ミニアルバム Vol.2 きゃにめ特典CD                          | マシマヒメコ（夏吉ゆうこ） | 「アノカナタリウム」 | テレビアニメ『SHOW BY ROCK!! STARS!!』関連曲                                                   |
| 2021年4月21日  | SHOW BY ROCK!! BEST Vol.4                                                                         | Mashumairesh! | 「ブライトワールズノベル」                                                                                                   | ゲーム『SHOW BY ROCK!! Fes A Live』関連曲                                                      |
| 2021年4月28日  | アサルトリリィ BOUQUET BD第4巻特典CD                                                              | 一柳隊 | 「君の手を離さない 〜BOUQUET Ver.〜」                                                                                        | テレビアニメ『アサルトリリィ BOUQUET』挿入歌                                                   |
| 2021年5月26日  | 舞台「アサルトリリィ League of Gardens / アサルトリリィ The Fateful Gift」 BD特典CD               | 一柳隊 | 「繋がり」 | 舞台『アサルトリリィ League of Gardens』オープニングテーマ                                     |
| 2021年5月26日  | 舞台「アサルトリリィ League of Gardens / アサルトリリィ The Fateful Gift」 BD特典CD               | 一柳隊 | 「大切を数えよう」 | 舞台『アサルトリリィ League of Gardens』エンディングテーマ                                     |
| 2021年5月26日  | 舞台「アサルトリリィ League of Gardens / アサルトリリィ The Fateful Gift」 BD特典CD               | 一柳隊、ルド女選抜、御台場選抜、相模女子選抜、ヘルヴォル、御前（佃井皆美） | 「君の手を離さない」 | 舞台『アサルトリリィ The Fateful Gift』オープニングテーマ                                      |
| 2021年7月21日  | SHOW BY ROCK!! STARS!! BD第4巻 きゃにめ特典CD                                                     | Mashumairesh! | 「ランナーズハイ!!」 | テレビアニメ『SHOW BY ROCK!! STARS!!』関連曲                                                   |
| 2021年9月8日   | Edel Lilie（Last Bullet MIX）                                                                     | 一柳梨璃（赤尾ひかる）、白井夢結（夏吉ゆうこ）、相澤一葉（藤井彩加）、今叶星（前田佳織里） | 「Edel Lilie（Last Bullet MIX）」                                                                                            | ゲーム『アサルトリリィ Last Bullet』オープニングテーマ                                         |
| 2021年9月8日   | Edel Lilie（Last Bullet MIX）                                                                     | 一柳梨璃（赤尾ひかる）、白井夢結（夏吉ゆうこ）、相澤一葉（藤井彩加）、今叶星（前田佳織里） | 「きゃんとすとっぷ・ふるーてぃー」                                                                                           | Webアニメ『アサルトリリィ ふるーつ』主題歌                                                     |
| 2021年9月8日   | Edel Lilie（Last Bullet MIX） 一柳隊Ver.                                                          | 一柳隊 | 「OVERFLOW」 | ゲーム『アサルトリリィ Last Bullet』関連曲                                                     |
| 2021年9月15日  | トリガーロック                                                                                    | Mashumairesh! | 「トリガーロック」 「イントロダクション」                                                                                    | 『SHOW BY ROCK!!』関連曲                                                                       |
| 2021年9月15日  | トリガーロック きゃにめ特典CD                                                                     | マシマヒメコ（夏吉ゆうこ） | 「トリガーロック」 「イントロダクション」                                                                                    | 『SHOW BY ROCK!!』関連曲                                                                       |
| 2021年11月18日 | Synchronicity                                                                                     | 杏道リア（夏吉ゆうこ） | 「Synchronicity」 | CM『ステージ・バイ・ステージ』挿入歌                                                           |
| 2022年2月9日   | Neunt Praeludium（Last Bullet MIX） 一柳隊ver.                                                    | 一柳隊 | 「蕾の中の奇跡」 | ゲーム『アサルトリリィ Last Bullet』関連曲                                                     |
| 2022年2月9日   | Neunt Praeludium（Last Bullet MIX） 一柳隊ver.                                                    | 一柳隊 | 「想い出が溢れてる」 | 舞台『アサルトリリィ Lost Memories』テーマソング                                               |
| 2022年2月9日   | Neunt Praeludium（Last Bullet MIX）Blu-ray付生産限定盤                                            | アサルトリリィ Last Bullet | 「蕾の中の奇跡」 | ゲーム『アサルトリリィ Last Bullet』関連曲                                                     |
| 2022年7月6日   | くノ一ツバキの胸の内 あかね組音楽集                                                               | ツバキ（夏吉ゆうこ）、サザンカ（根本京里）、アサガオ（鈴代紗弓） | 「あかね組活動日誌 〜戌班〜」                                                                                                | テレビアニメ『くノ一ツバキの胸の内』エンディングテーマ                                         |
| 2022年7月6日   | くノ一ツバキの胸の内 あかね組音楽集                                                               | あかね組ねうしとらうたつみうまひつじさるとりいぬい | 「あかね組活動日誌 〜ねうしとらうたつみうまひつじさるとりいぬい大集合！〜」                                                  | テレビアニメ『くノ一ツバキの胸の内』エンディングテーマ                                         |
| 2022年7月6日   | くノ一ツバキの胸の内 あかね組音楽集                                                               | カゲツ（会沢紗弥）、ツバキ（夏吉ゆうこ）、リンドウ（小原好美） | 「いつもとなりで」 | テレビアニメ『くノ一ツバキの胸の内』関連曲                                                     |
| 2022年8月3日   | Cherish                                                                                           | 一柳隊 | 「Neunt Praeludium」 「Edel Lilie」                                                                                          | 『アサルトリリィ』関連曲                                                                       |
| 2022年8月3日   | Cherish                                                                                           | 白井夢結（夏吉ゆうこ） | 「運命のFilament」 | 『アサルトリリィ』関連曲                                                                       |
| 2022年8月17日  | ワンダー・スターター/パレットガールズ                                                             | TINGS | 「ワンダー・スターター」 | テレビアニメ『シャインポスト』オープニングテーマ                                               |
| 2022年8月17日  | ワンダー・スターター/パレットガールズ                                                             | TINGS | 「パレットガールズ」 | テレビアニメ『シャインポスト』エンディングテーマ                                               |
| 2022年9月19日  | Life goes on!                                                                                     | TINGS | 「Life goes on!」 | 『シャインポスト』関連曲                                                                       |
| 2022年9月19日  | Snow Leaves                                                                                       | TINGS | 「Snow Leaves」 | 『シャインポスト』関連曲                                                                       |
| 2022年9月19日  | 春風に乗って                                                                                      | TINGS | 「春風に乗って」 | 『シャインポスト』関連曲                                                                       |
| 2022年10月26日 | SHINEPOST Character Song Collection                                                               | TINGS | 「TOKYO WATASHI COLLECTION」 「一歩前ノセカイ」 「Yellow Rose」 「Be Happy Time!!」                                          | 『シャインポスト』関連曲                                                                       |
| 2022年10月26日 | SHINEPOST Character Song Collection                                                               | TINGS | 「Be Your Light!!」 「On Your Mark!!」                                                                                       | テレビアニメ『シャインポスト』挿入歌                                                           |
| 2022年10月28日 | 星たちのオーケストラパレード                                                                      | Mashumairesh! | 「星たちのオーケストラパレード」                                                                                             | ゲーム『SHOW BY ROCK!! Fes A Live』関連曲                                                      |
| 2023年3月8日   | SINGING                                                                                           | 手鞠沢高校アカペラ部 | 「SINGING -アカペラアレンジver.-」 「うたごえハイシックス」 「SINGING」                                                      | 『うたごえはミルフィーユ』関連曲                                                               |
| 2023年3月29日  | ウマ娘 プリティーダービー WINNING LIVE 11                                                         | スペシャルウィーク（和氣あず未）、トウカイテイオー（Machico）、テイエムオペラオー（徳井青空）、ナリタブライアン（衣川里佳）、シンボリルドルフ（田所あずさ）、マヤノトップガン（星谷美緒）、マンハッタンカフェ（小倉唯）、アグネスタキオン（上坂すみれ）、アドマイヤベガ（咲々木瞳）、マーベラスサンデー（三宅麻理恵）、ミスターシービー（天海由梨奈）、ツインターボ（花井美春）、サトノダイヤモンド（立花日菜）、キタサンブラック（矢野妃菜喜）、サクラローレル（真野美月）、ナリタトップロード（中村カンナ）、シンボリクリスエス（春川芽生）、タニノギムレット（松岡美里）、メジロラモーヌ（東山奈央）、サトノクラウン（鈴代紗弓）、シュヴァルグラン（夏吉ゆうこ）、ジャングルポケット（藤本侑里） 、カツラギエース（藤原夏海） | 「DRAMATIC JOURNEY」 | ゲーム『ウマ娘 プリティーダービー』関連曲                                                      |
| 2023年3月29日  | ウマ娘 プリティーダービー WINNING LIVE 11                                                         | スペシャルウィーク（和氣あず未）、トウカイテイオー（Machico）、ウオッカ（大橋彩香）、テイエムオペラオー（徳井青空）、ナリタブライアン（衣川里佳）、シンボリルドルフ（田所あずさ）、マヤノトップガン（星谷美緒）、マンハッタンカフェ（小倉唯）、アグネスタキオン（上坂すみれ）、アドマイヤベガ（咲々木瞳）、マーベラスサンデー （三宅麻理恵）、ミスターシービー（天海由梨奈）、ツインターボ（花井美春）、サトノダイヤモンド（立花日菜）、キタサンブラック（矢野妃菜喜）、ツルマルツヨシ（青山吉能）、サクラローレル（真野美月）、ナリタトップロード（中村カンナ）、シンボリクリスエス（春川芽生）、タニノギムレット（松岡美里）、メジロラモーヌ（東山奈央）、サトノクラウン（鈴代紗弓）、シュヴァルグラン（夏吉ゆうこ）、ジャングルポケット（藤本侑里）、カツラギエース（藤原夏海） | 「うまぴょい伝説」 | ゲーム『ウマ娘 プリティーダービー』関連曲                                                      |
| 2023年9月6日   | ウマ娘 プリティーダービー WINNING LIVE 13                                                         | ナリタブライアン（衣川里佳）、マヤノトップガン（星谷美緒）、アドマイヤベガ（咲々木瞳）、イナリワン（井上遥乃）、サトノダイヤモンド（立花日菜）、キタサンブラック（矢野妃菜喜）、ヤエノムテキ（日原あゆみ）、サクラローレル（真野美月）、ナリタトップロード（中村カンナ）、サトノクラウン（鈴代紗弓）、シュヴァルグラン（夏吉ゆうこ）、ネオユニヴァース（白石晴香）、ヒシミラクル（春日さくら） | 「トレセン音頭」 | ゲーム『ウマ娘 プリティーダービー』関連曲                                                      |
| 2023年9月6日   | ウマ娘 プリティーダービー WINNING LIVE 13                                                         | キャップ・ビー［ミスターシービー（天海由梨奈）］、MACOtMai［ホッコータルマエ（菊池紗矢香）］、816-n［マチカネタンホイザ（遠野ひかる）］、オリィザ［ライスシャワー（石見舞菜香）］、マリン・C［シュヴァルグラン（夏吉ゆうこ）］ | 「Hat on your Head!」 | ゲーム『ウマ娘 プリティーダービー』関連曲                                                      |
| 2023年9月6日   | ウマ娘 プリティーダービー WINNING LIVE 13                                                         | ナリタブライアン（衣川里佳）、マヤノトップガン（星谷美緒）、ライスシャワー（石見舞菜香）、アドマイヤベガ（咲々木瞳）、イナリワン（井上遥乃）、ミスターシービー（天海由梨奈）、マチカネタンホイザ（遠野ひかる）、イクノディクタス（田澤茉純）、ツインターボ（花井美春）、サトノダイヤモンド（立花日菜）、キタサンブラック（矢野妃菜喜）、ヤエノムテキ（日原あゆみ）、サクラローレル（真野美月）、ナリタトップロード（中村カンナ）、サトノクラウン（鈴代紗弓）、シュヴァルグラン（夏吉ゆうこ）、ホッコータルマエ（菊池紗矢香）、ネオユニヴァース（白石晴香）、ヒシミラクル（春日さくら） | 「うまぴょい伝説」 | ゲーム『ウマ娘 プリティーダービー』関連曲                                                      |
| 2023年11月1日  | ウマ娘 プリティーダービー Season 3 ANIMATION DERBY Season 3 vol.1「ソシテミンナノ」               | キタサンブラック（矢野妃菜喜）、サトノダイヤモンド（立花日菜）、サトノクラウン（鈴代紗弓）、シュヴァルグラン（夏吉ゆうこ）、サウンズオブアース（MAKIKO）、ドゥラメンテ（秋奈） | 「ソシテミンナノ」 | テレビアニメ『ウマ娘 プリティーダービー Season 3』オープニングテーマ                           |
| 2023年11月1日  | ウマ娘 プリティーダービー Season 3 ANIMATION DERBY Season 3 vol.1「ソシテミンナノ」               | キタサンブラック（矢野妃菜喜）、サトノダイヤモンド（立花日菜）、サトノクラウン（鈴代紗弓）、シュヴァルグラン（夏吉ゆうこ）、サウンズオブアース（MAKIKO）、ドゥラメンテ（秋奈） | 「うまぴょい伝説」 | テレビアニメ『ウマ娘 プリティーダービー Season 3』関連曲                                       |
| 2023年11月8日  | トウメイダイアリー/Wish Drop                                                                      | 一柳隊 | 「トウメイダイアリー」 | ゲーム『アサルトリリィ Last Bullet』2周年テーマ曲                                              |
| 2023年11月8日  | トウメイダイアリー/Wish Drop                                                                      | 一柳梨璃（赤尾ひかる）、白井夢結（夏吉ゆうこ）、相澤一葉（藤井彩加）、飯島恋花（石飛恵里花）、今叶星（前田佳織里）、宮川高嶺（礒部花凜） | 「Wish Drop」 | ゲーム『アサルトリリィ Last Bullet』2.5周年テーマ曲                                            |
| 2023年11月8日  | トウメイダイアリー/Wish Drop                                                                      | 一柳梨璃（赤尾ひかる）、白井夢結（夏吉ゆうこ）、相澤一葉（藤井彩加）、今叶星（前田佳織里） | 「Wish Drop（Last Bullet ver.）」                                                                                            | ゲーム『アサルトリリィ Last Bullet』関連曲                                                     |
| 2023年11月8日  | トウメイダイアリー/Wish Drop                                                                      | 一柳梨璃（赤尾ひかる）、白井夢結（夏吉ゆうこ） | 「Wish Drop（梨璃&夢結ver.）」                                                                                               | ゲーム『アサルトリリィ Last Bullet』関連曲                                                     |
| 2023年11月22日 | POPPIN' TIME                                                                                      | 手鞠沢高校アカペラ部 | 「POPPIN' TIME」 「飾りじゃないのよ涙は -アカペラアレンジver.-」                                                             | 『うたごえはミルフィーユ』関連曲                                                               |
| 2024年1月10日  | TVアニメ『ウマ娘 プリティーダービー Season 3』ANIMATION DERBY Season 3 vol.3 Original Sound Track | シュヴァルグラン（夏吉ゆうこ） | 「光の後ろ姿」 | テレビアニメ『ウマ娘 プリティーダービー Season 3』挿入歌                                       |
| 2024年1月10日  | TVアニメ『ウマ娘 プリティーダービー Season 3』ANIMATION DERBY Season 3 vol.3 Original Sound Track | キタサンブラック（矢野妃菜喜）、サトノダイヤモンド（立花日菜）、サトノクラウン（鈴代紗弓）、シュヴァルグラン（夏吉ゆうこ）、サウンズオブアース（MAKIKO）、ドゥラメンテ（秋奈）、トウカイテイオー（Machico）、メジロマックイーン（大西沙織）、ゴールドシップ（上田瞳）、スペシャルウィーク（和氣あず未）、サイレンススズカ（高野麻里佳）、ウオッカ（大橋彩香）、ダイワスカーレット（木村千咲）、ナイスネイチャ（前田佳織里）、ツインターボ（花井美春）、イクノディクタス（田澤茉純）、マチカネタンホイザ（遠野ひかる）、ロイスアンドロイス（田辺留依）、ヴィルシーナ（奥野香耶）、ヴィブロス（伊藤彩沙）、シンボリルドルフ（田所あずさ）、エアグルーヴ（青木瑠璃子）、ミホノブルボン（長谷川育美）、ライスシャワー（石見舞菜香）、サクラバクシンオー（三澤紗千香）、トーセンジョーダン（鈴木絵理）、マチカネフクキタル（新田ひより）、メイショウドトウ（和多田美咲）、メジロパーマー（のぐちゆり）、ダイタクヘリオス（山根綺）、コパノリッキー（稲垣好） | 「うまぴょい伝説」 | テレビアニメ『ウマ娘 プリティーダービー Season 3』エンディングテーマ                           |
| 2024年2月7日   | 運命のトリニティ                                                                                  | 一柳隊 with 早川弥宏（大西亜玖璃）、富永真（小泉萌香） | 「Adabana」 | ゲーム『アサルトリリィ Last Bullet』関連曲                                                     |
| 2024年2月7日   | 運命のトリニティ                                                                                  | 一柳隊 | 「Adabana」 | ゲーム『アサルトリリィ Last Bullet』関連曲                                                     |
| 2024年3月6日   | ウマ娘 プリティーダービー WINNING LIVE 16                                                         | シュヴァルグラン（夏吉ゆうこ） | 「僕が憧れた青」 | ゲーム『ウマ娘 プリティーダービー』関連曲                                                      |
| 2024年3月6日   | ウマ娘 プリティーダービー WINNING LIVE 16                                                         | スペシャルウィーク（和氣あず未）、オグリキャップ（高柳知葉）、ゴールドシップ（上田瞳）、ナリタブライアン（衣川里佳）、タマモクロス（大空直美）、マンハッタンカフェ（小倉唯）、アグネスタキオン（上坂すみれ）、サトノダイヤモンド（立花日菜）、キタサンブラック（矢野妃菜喜）、サクラローレル（真野美月）、サトノクラウン（鈴代紗弓）、シュヴァルグラン（夏吉ゆうこ）、ヴィルシーナ（奥野香耶）、ジャングルポケット（藤本侑里）、ドゥラメンテ（秋奈）、ラインクラフト（小島菜々恵）、シーザリオ（佐藤榛夏）、オルフェーヴル（日笠陽子）、ジェンティルドンナ（芹澤優）、ウインバリアシオン（月城日花） | 「うまぴょい伝説」 | ゲーム『ウマ娘 プリティーダービー』関連曲                                                      |
| 2024年4月3日   | TREASURE                                                                                          | 手鞠沢高校アカペラ部 | 「TREASURE」 「透明人間 -アカペラアレンジver.-」                                                                             | 『うたごえはミルフィーユ』関連曲                                                               |
| 2024年4月5日   | はなびらの栞                                                                                      | Mashumairesh! | 「はなびらの栞」 | 『SHOW BY ROCK!!』関連曲                                                                       |
| 2024年5月30日  | 九魂の久遠 限定版同梱CD                                                                           | ツクモ（夏吉ゆうこ） | 「一匹と一人（キミとわたし）の約束」                                                                                         | 『九魂の久遠』関連曲                                                                           |
| 2024年7月22日  | ブルーアーカイブ 青春あんさんぶる Vol.6「放課後スイーツ部」                                       | 放課後スイーツ部 | 「パフェダイアリーズ」 | ゲーム『ブルーアーカイブ -Blue Archive-』関連曲                                                |
| 2024年7月23日  | 彩りキャンバス                                                                                    | SUGAR RUSH | 「彩りキャンバス」 | ゲーム『ブルーアーカイブ -Blue Archive-』関連曲                                                |
| 2024年8月31日  | ウマ娘 プリティーダービー Solo Vocal Tracks Vol.10 Twinkle Circle! in HAKODATE                    | マリン・C［シュヴァルグラン（夏吉ゆうこ）］ | 「Hat on your Head！（PV Size）」                                                                                            | ゲーム『ウマ娘 プリティーダービー』関連曲                                                      |
| 2024年9月18日  | MY WAY                                                                                            | 手鞠沢高校アカペラ部 | 「MY WAY」 「アイドル -アカペラアレンジver.-」                                                                               | 『うたごえはミルフィーユ』関連曲                                                               |
| 2024年12月26日 | ありがとう、そしてこれからも。                                                                    | カズサ（夏吉ゆうこ）、キキョウ（小松未可子）、キサキ（相坂優歌）、コユキ（乾夏寧）、サオリ（石上静香）、シロコ＊テラー（小倉唯）、ヒナ（広橋涼）、ホシノ（花守ゆみり）、マリー（小澤亜李）、マリナ（平井祥恵）、ユウカ（春花らん） | 「ありがとう、そしてこれからも。」                                                                                           | ゲーム『ブルーアーカイブ -Blue Archive-』4周年記念楽曲                                         |
| 2025年1月22日  | CONSTELLAT10N                                                                                     | 一柳隊 with 一柳結梨（伊藤美来） | 「CONSTELLAT10N」 | ゲーム『アサルトリリィ Last Bullet』関連曲                                                     |
| 2025年1月22日  | STARLIGHT                                                                                         | 手鞠沢高校アカペラ部 | 「STARLIGHT」 「プラチナ -アカペラアレンジver.-」                                                                            | 『うたごえはミルフィーユ』関連曲                                                               |
| 2025年4月23日  | うたごえハイシックス/STAY GOLD                                                                    | 手鞠沢高校アカペラ部 | 「うたごえハイシックス -アカペラアレンジver.-」                                                                              | 『うたごえはミルフィーユ』関連曲                                                               |
| 2025年7月23日  | 思い出話                                                                                          | 手鞠沢高校アカペラ部 | 「思い出話」 | テレビアニメ『うたごえはミルフィーユ』主題歌                                                   |
| 2025年7月23日  | 思い出話                                                                                          | 手鞠沢高校アカペラ部 | 「ガーネット -アカペラアレンジver.-」 「夢見る 15歳 -アカペラアレンジver.-」 「世界は恋に落ちている -アカペラアレンジver.-」 | テレビアニメ『うたごえはミルフィーユ』関連曲                                                   |
| 2025年10月22日 | raison d'etre                                                                                     | 一柳梨璃（赤尾ひかる）、白井夢結（夏吉ゆうこ）、相澤一葉（藤井彩加）、松村優珂（集貝はな）、今叶星（前田佳織里）、宮川高嶺（礒部花凜） | 「raison d'être」 | ゲーム『アサルトリリィ Last Bullet』4周年テーマ曲                                              |
| 2025年10月22日 | raison d'etre                                                                                     | 一柳梨璃（赤尾ひかる）、 白井夢結（夏吉ゆうこ） | 「ユリーカ！（梨璃&夢結ver.）」                                                                                              | ゲーム『アサルトリリィ Last Bullet』4.5周年テーマ曲                                            |
| 2025年10月22日 | raison d'etre                                                                                     | 一柳梨璃（赤尾ひかる）、白井夢結（夏吉ゆうこ）、相澤一葉（藤井彩加）、今叶星（前田佳織里） | 「リリィにバブ・ソングを」                                                                                                   | ゲーム『アサルトリリィ Last Bullet』3.5周年テーマ曲                                            |
| 2025年10月22日 | raison d'etre                                                                                     | 一柳梨璃（赤尾ひかる）、白井夢結（夏吉ゆうこ） | 「raison d'être（梨璃&夢結ver.）」                                                                                           | ゲーム『アサルトリリィ Last Bullet』関連曲                                                     |

### その他参加作品
| 発売日         | 商品名                    | 歌                                               | 楽曲       | 備考                               |
| -------------- | ------------------------- | ------------------------------------------------ | ---------- | ---------------------------------- |
| 2023年11月22日 | CrosSing Collection vol.3 | 夏吉ゆうこ、松岡美里 from うたごえはミルフィーユ | 「新時代」 | 『CrosSing - Music＆Voice-』関連曲 |